# Isabel Peñarrubia Marquès
Isabel Peñarrubia Marquès (Palma, 1951) és una historiadora mallorquina. El 1976 es llicencià i el 1990 es doctorà en Història moderna i contemporània a la Universitat de Barcelona.
És catedràtica de l'Institut de geografia i història d'ençà de 1992. Està especialitzada en l'estudi del caciquisme, el feminisme i el nacionalisme a Mallorca.
L'any 1992 l'Obra Cultural Balear li atorgà el premi Miquel dels Sants Oliver dels Premis 31 de desembre.

## Obres
- Mallorca davant el centralisme (1868-1910) (Barcelona 1980)
- Els partits polítics davant el caciquisme i la qüestió nacional a Mallorca (1917-1923) (Barcelona 1991)
- La Restauració a Mallorca (1874-1923) (Palma 1997)
- Josep Maria Quadrado i el seu temps (Palma 1997) (Coautora)
- Carnaval, codolades i teatre popular (Palma 1999)
- L'origen de la Caixa de Balears. Els projectes d'una burgesia modernitzadora (Palma 2001)
- El Sexenni Democràtic (1869-1874) (Palma 2005)
- Entre la ploma i la tribuna. Els orígens del primer feminisme a Mallorca, 1869-1890 (Barcelona 2006)
- Moviment feminista i sufragi a Mallorca (segle XX) (Palma 2008).[3]
- De mi no en fan cas ...Vindicació de les poetes mallorquines (1856-1936) (Barcelona 2010) (Coautora amb Magdalena Alomar).
- Maria Agnès Ribera Garau (Palma 1790-1861). La rebel·lió contra la família i el claustre (Tarragona 2012)

Dins la col·lecció que edita l'Ajuntament de Palma Dones de Palma. Les grans desconegudes és autora dels volums:
- Manuela de los Herreros
- Pilar Montaner i Maturana
- Magdalena Bonet Fàbregues

També va escriure el catàleg de l'exposició Dones. Reconstruïm la història. Les Illes 1880-1936. (Coautora)